# Acanthaster planci
Acanthaster planci (Linnaeus, 1758), conhecida pelo nome comum de coroa-de-espinhos ou estrela-do-mar-coroa-de-espinhos, é uma espécie de equinoderme pertencente à classe Asteroidea (estrelas-do-mar) com ampla distribuição natural nos recifes coralinos do Indo-Pacífico, onde é predadora dos pólipos dos corais-pétreos do grupo Scleractinia. A espécie atinge grandes dimensões, de 25 a 37 centímetros de diâmetro, sendo um dos maiores equinodermes conhecidos, com dimensões semelhantes às da espécie Pycnopodia helianthoides, considerada o maior equinoderme do mundo. Apresenta a sua face superior recoberta por espinhos venenosos, o que justifica o seu nome comum. A espécie é considerada invasora.